# ФК Торонто
ФК Торонто (енгл. Toronto FC) је канадски фудбалски клуб из Торонта. Тим је део источне конференције МЛС лиге, која је најјача америчка професионална фудбалска лига.
Домаће утакмице играју на БМО филду, који се налази на обали Торонта западно од центра Торонта. ФК Торонто придружио се МЛС-у 2007. године као експанзиони клуб и први канадски клуб у лиги.
Првим тимом управља МЛСЕ, који такође управља другим тимом ФК Торонта и већином других професионалних спортских франшиза у граду, као што су Торонто мејпл лифси и Торонто репторси.
ФК Торонто је 2017. године освојио домаћи трофеј са МЛС купом, Штитом навијача и Канадским шампионатом, што их чини првим и јединим МЛС клубом који је то икада урадио. Они су осмоструки освајачи шампионата Канаде и били су вицешампиони Лиге шампиона КОНКАКАФ 2018, као и МЛС купа 2016. и 2019. године.
Од 2019. године, клуб има процењену вредност од 395 милиона долара, што га чини петим највреднијим клубом иза Атланте јунајтед, Лос Анђелес галаксија, Лос Анђелеса и Сијетл саундерса, и има највећи платни списак играча у МЛС-у.

## Познати играчи
- Џим Бренан
- Двејн Ди Розарио
- Жулио Сезар
- Карл Робинсон
- Роберт Ерншо
- Џермејн Дефо
- Себастијан Ђовинко
- Лоренцо Инсиње
- Федерико Бернардески
- Торстен Фрингс
- Лоран Робер
- Дани Куверманс
- Стивен Колдвел
- Џози Алтидор

## Тренери
|                     | \| Име \| Година \| \| ------------------- \| --------- \| \| Мо Џонстон \| 2007 \| \| Џон Карвер \| 2008–2009 \| \| Крис Каминс (в.д.) \| 2009 \| \| Преки Радосављевић \| 2009–2010 \| \| Ник Дасовић (в.д.) \| 2010 \| \| Арон Винтер \| 2011–2012 \| \| Пол Маринер \| 2012–2013 \| \| Рајан Нелсен \| 2013—2014 \| \| Грег Вени \| 2014–2020 \| \| Крис Армас \| 2021 \| \| Хавијер Перез \| 2021 \| \| Боб Бредли \| 2021–2023 \| \| Тери Данфилд (в.д.) \| 2023 \| \| Џон Хердман \| 2023–2024 \| \| Робин Фрејзер \| 2025– \| |
| Име                 | Година |
| Мо Џонстон          | 2007 |
| Џон Карвер          | 2008–2009 |
| Крис Каминс (в.д.)  | 2009 |
| Преки Радосављевић  | 2009–2010 |
| Ник Дасовић (в.д.)  | 2010 |
| Арон Винтер         | 2011–2012 |
| Пол Маринер         | 2012–2013 |
| Рајан Нелсен        | 2013—2014 |
| Грег Вени           | 2014–2020 |
| Крис Армас          | 2021 |
| Хавијер Перез       | 2021 |
| Боб Бредли          | 2021–2023 |
| Тери Данфилд (в.д.) | 2023 |
| Џон Хердман         | 2023–2024 |
| Робин Фрејзер       | 2025– |